# Rinku Gate Tower
Rinku Gate Tower Building (りんくうゲートタワービル Rinkū Gēto Tawā Biru?) es un rascacielos de 256 metros (840 pies) de altura situado en Rinku Town, Izumisano, Osaka, Japón. El rascacielos de 56 plantas fue completado en agosto de 1996 con el diseño de Nikken Sekkei y Yasui Architects & Engineers.
La torre se divide en tres niveles: el primer nivel contiene una sala de conferencias internacional, el segundo nivel contiene oficinas de empresas, y el tercer y delgado nivel alberga el ANA Gate Tower Hotel. El hotel está situado en una conveniente ubicación para los viajeros, al situarse al final del Sky Gate Bridge, que conduce al Aeropuerto Internacional de Kansai y está conectado a la JR Hanwa Line y Nankai Main Line Rinku Town Station. La planta 26º sirve como plataforma de observación que da vistas del océano, al Sky Gate Bridge, y a la noria de Rinku Town. 
El rascacielos tiene dos plantas subterráneas que son usadas como un aparcamiento de coches con 365 plazas. 
Hubo cierto número de propuestas de diseños para construir en el terreno; sin embargo, la segunda fue la versión aprobada.
El rascacielos es el 132.º rascacielos más alto del mundo por altura de detalle arquitectónico, y el septimo más alto de Japón.